# 輜重兵
輜重兵科（しちょうへいか、英語: Transportation, Logistics）は、大日本帝国陸軍の兵科の1つ。兵站（ロジスティクス）を担当した。
陸上自衛隊においては、輸送業務や輸送統制を行う「輸送科」、糧食・燃料などの補給を行う「需品科」に相当する。

## 概要
戦闘行動の上で兵站業務は極めて重要であり、輜重兵とはこの兵站業務を専門として監督・管理をする兵科である。水食料・武器弾薬・各種資材など様々な物資を第一線部隊に輸送して、同部隊の戦闘力を維持増進することが主任務であり、貨物自動車（トラック）などの大型車両を保有するが、後方任務に限定されていたので武装は比較的軽装備である。
ただし、敵は通常後方連絡線・兵站線を断とうとすることから、輜重兵はゲリラの遊撃や航空阻止の対象となりやすく、いったん攻撃を受けると戦闘力や防備（装甲）に乏しい輜重部隊は大きな損害を受ける場合もあった。敵側による航空阻止は補給部隊そのものの破壊だけでなく、それが利用する主要交通路（橋・トンネル・鉄道・港湾など）も標的として、物資輸送の遅滞・妨害を目的とした。

## 日本における歴史
まず、初期においてはしばしば「軍夫」と混同される。藤岡佑紀によれば、幕末の長州戦争において幕府が輸送を担当する者として農民を使い、これは夫役として認識されていたが、その後、戊辰戦争で官軍・幕府軍はそれぞれ軍夫を必要としたが人が集まらず、賃金を払って雇うことが見られた。これに対し、輜重輸卒制度は軍専用の輸送従事要員を用意しておく必要性から1879年に発足され、翌1880年から召集されたとされる。軍夫は日清・日露戦争に於て、民間の業者を通じて雇用され、待遇は一律でなく、質の悪いゴロツキのような者が紛れ込むことや半軍人との意識から勝手な武装をして略奪・暴行・強姦等を働くものも多かったとされる。しかし、軍に所属せず軍紀の徹底が困難であり、また、賃金支払いをめぐって軍とトラブル、訴訟沙汰になることもあった。さらに日清・日露戦争を通して輸送を担当する者の増大とその人件費増が懸念された。そこで、賃金支払いの費用を抑えるためと悪評を抑えるために、輸送を兵卒に担当させることが考えられ、輜重輸卒制度が拡大されたとされる。
「輜重兵」と「輜重輸卒」もしばしば混同される。「輜重輸卒」は、銃も支給されず、その歴史において概ね勝手な武装は規則で禁止され、通常は銃剣のみが支給されたが、しばしば自身で勝手に武器を携行することもあった。また、他にも戦闘部隊でなくとも「兵」とされる兵科がある中、「輜重輸卒」は「兵」ではなく長らく「卒」とされ、階級の昇進もなかった。これに対し、「輜重輸卒」に対比する意味での「輜重兵」は輜重兵科の「兵」であり、二等兵であっても「輜重輸卒」を指揮することから、「兵」の中から頭脳明晰で指揮力のある者が採用されたという。二等兵であっても拍車付きの乗馬長靴で乗馬し、襲撃を受けた際には「輜重輸卒」を守って戦わねばならないことから、騎兵銃で武装し、サーベルをさげていた。「輜重輸卒」が徒歩・帯剣本分者であるのに対し、この元々の「輜重兵」は乗馬・帯刀本分であった。
しかし、輜重輸卒は1931年に「輜重兵特務兵」に改称され、一等卒・二等卒も特務一等兵・特務二等兵に改称（卒を「兵」より下と解する者も居たようだとされる。）、1937年にはさらに上級にも進級できるように制度が改められ、1939年（昭和14年）の兵役法改正に伴い輜重兵に統合され、輜重兵の特務二等兵・特務一等兵の呼称も廃止、制度上の階級も呼称も通常の二等兵・一等兵と同じものとされた。当時の新聞では「上等兵や下士官への進級も楽になり、一般の差別感も一掃される」としている。

## 装備

### 輜重車

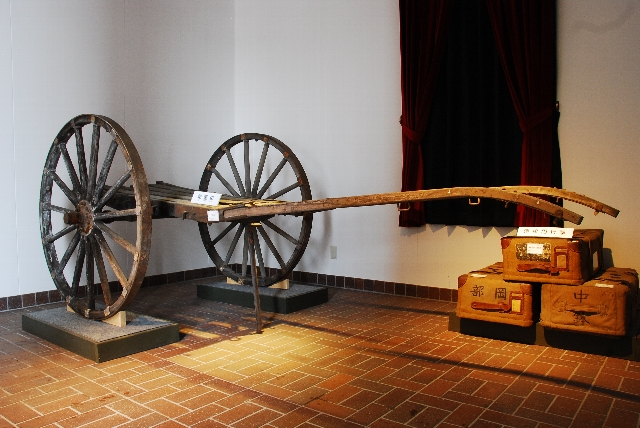
三八式二輪輜重車（陸上自衛隊・北鎮記念館）

帝国陸軍の輜重具は日中戦争期に至るまで馬匹による運搬が主力であった。輜重車が本格運用されたのは日清戦争終了後であった。日露戦争中には輜重車が投入され、輸送を担った。
帝国陸軍においては明治6年3月に輜重兵の編成が開始された。創設当初、フランス軍士官の提案により四馬曳輜重車が採用されたものの、大型過ぎて日本の道路事情には適していなかった。明治10年の西南戦争においては役夫を民間から組織したが、逃走のおそれがあり、また経費負担が大きかった。これは当時の日本人には階級意識が残っており、士分以外の者が戦争に関わることを嫌ったためである。明治12年に民間用の手車を参考とし、実用的な輜重車である徒歩車を開発した。自重は71kg、最大積載量は112kgであり、1名ないし2名の人力で牽引された。この荷車は明治14年2月に輜重輸送車として制式化され、明治19年1月に廃止された。代替として明治19年に有坂車が採用された。これは馬車一頭により牽引する一馬曳二輪車である。明治27年には二輪輜重車が採用された。1903年（明治36年）には三六式輜重車が正式採用された。また三六式四輪輜重車、三八式二輪輜重車などが開発された。1906年（明治39年）には三九式輜重車が制式化され、この一馬曳二輪車が日中戦争期まで使用された。さらに、十年式二馬曳輜重車、十年式四馬曳輜重車が順次開発使用された。1930年（昭和5年）には九〇式二馬曳輜重車が制式化されたが、戦時騎兵旅団専属にとどまった他、九六式輜重車が開発された。しかし、あくまで主力は敗戦まで三九式輜重車であった。

### 自動車化

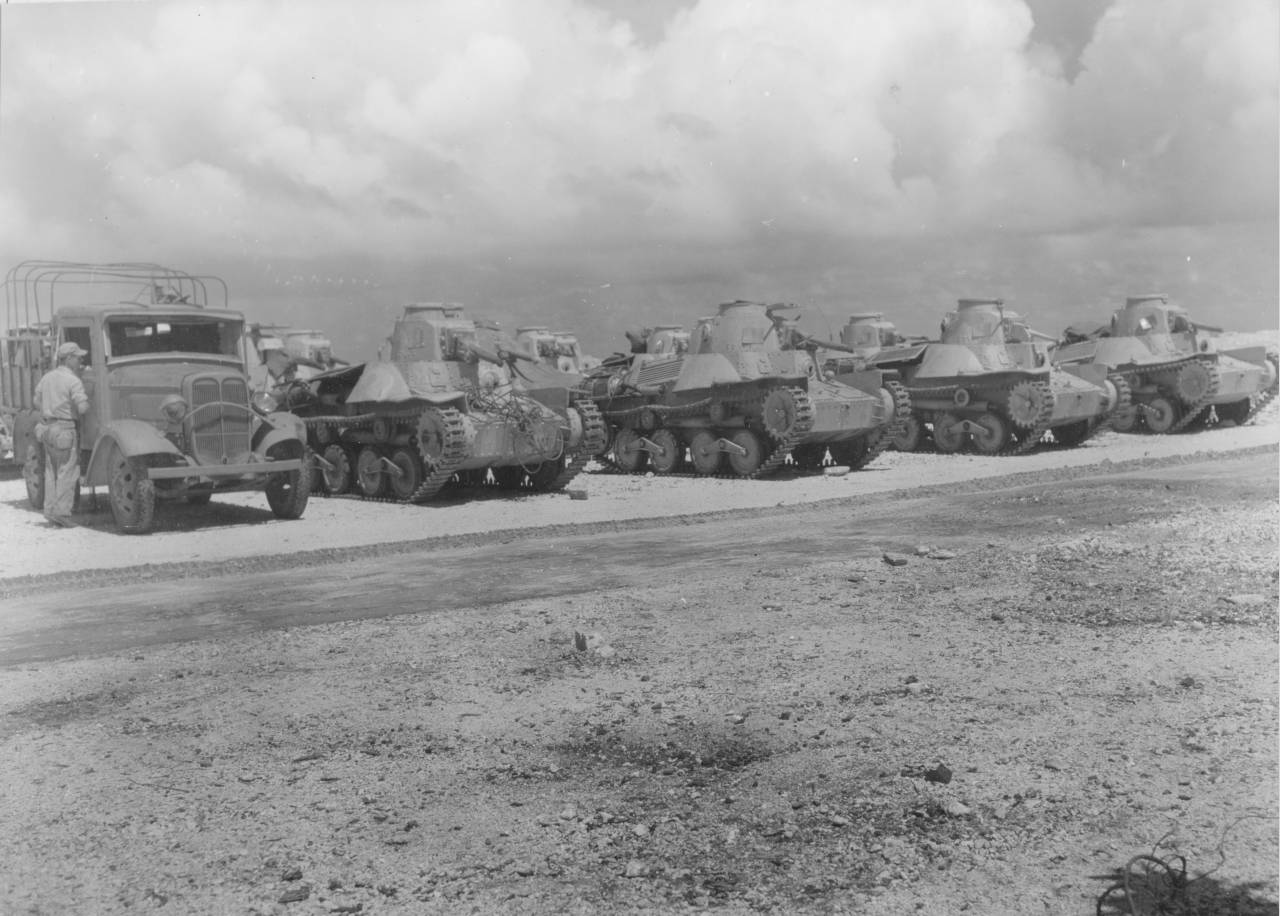
左端が九四式六輪自動貨車。

第二次世界大戦当時、貨物自動車（トラック）を中心とした陸上輸送能力を大量に運用できたのはアメリカ陸軍とアメリカから車輌・燃料を供与された連合国軍だけであったが、その連合国軍でさえも、依然として軍事輸送の様々な局面で馬匹が利用されていた。枢軸国側のドイツ国防軍は機甲師団で知られるが、これも後方支援業務では馬匹による輸送が多くを占めていた。近代陸軍の貨物自動車による兵站能力には、その国家・勢力のモータリゼーションの進展度合や道路インフラ、石油・ガソリンの供給状況が密接に関係している。軍隊という組織において貨物自動車を輸送機関として大規模かつ円滑に運用するには、まず必要量の石油・ガソリン類の安定的な確保と運搬、供給手段の整備が必要なのである。
帝国陸軍においても自動車については、1907年（明治40年）から調査が始められており、その後1915年（大正4年）に軍用自動車試験班、1918年（大正7年）12月1日に自動車隊、1925年（大正14年）に陸軍自動車学校が設けられた。
満州事変に際しては、陸軍自動車学校で編成された自動車隊が満州に送られ、関東軍（野戦）自動車隊として活動した。これより自動車輸送への評価・関心が高まったが、陸軍では常に地形による制限を受けるという理由で自動車の使用を抑制し、自動車を効率的に駆使するためには人工的に道路を建設改修するという必要の根本観念を欠いていた。そのため肝心の戦地での自動車化は進まず、日中戦争においても依然として馬が輜重の主力を占めていたとされる。
1930年代中頃に帝国陸軍は九四式六輪自動貨車を制式採用したが、他方で、日産80型トラックなど内外の民間用四輪トラックもそのまま軍用車両として使用した。

## 帝国陸軍における輜重兵将校の位置づけ
陸軍現役将校を養成する陸軍士官学校（1874年（明治7年）12月開設）に輜重兵科が設置されたのは、開設から20年以上を経た、1899年（明治32年）11月卒業の陸士11期からであり、それまでは、輜重兵将校の補充は、歩兵科・騎兵科・砲兵科・工兵科からの転科者によっていた。
参謀将校を養成する陸軍大学校が1883年（明治16年）4月に開校したが、輜重兵将校には受験資格がなかった。1887年（明治20年）8月の制度改正により、輜重兵将校が他兵科将校と同様に陸大を受験できるようになった。
それ以降も、輜重兵将校は陸大に毎年1人入れるかどうかであった（例外は34期3名、35期2名、38期4名、48期2名）。輜重兵将校で陸大を卒業したのは計46名、うち恩賜組（首席1名、次席以下5名の計6名）に入ったのは4名であった。
輜重兵将校が大将に親任された例はなく、輜重兵将校は中将どまりであった。
帝国陸軍では兵科ごとに必ず「兵科の歌」があったにもかかわらず、輜重兵科だけその歌が作られていなかった。ある時、陸軍幼年学校生徒（卒業の直前に兵科が決定する）が、自分の兵科が輜重兵科に決まったことを不服として不祥事を起こし、それ以来、幼年学校出身者は輜重兵科に回さない（中学校出身者のみを輜重兵科に回す）ことになったという。
兵站軽視の思想による輜重部門の軽視は太平洋戦争においてその弊害を色濃く表した。たとえばガダルカナル島の戦いやインパール作戦では、極めて杜撰な補給計画が大きな要因となり、多くの餓死者や戦病死者を出している。
| 期別 | 氏名       | 卒業年             | 最終階級   | 最終補職           | 備考 |
| ---- | ---------- | ------------------ | ---------- | ------------------ | ---- |
| 10期 | 中村幸     | 1896年（明治29年） | 少将       | 近衛輜重兵大隊長   | 優等 |
| 11期 | 佐々木一郎 | 1897年（明治30年） | 輜重兵中佐 | 輜重兵第1大隊付    | 優等 |
| 12期 | 布施慶助   | 同上               | 中将       | 輜重兵監           |      |
| 18期 | 川瀬亨     | 1906年（明治39年） | 中将       | 輜重兵監           |      |
| 22期 | 飯田恒次郎 | 1910年（明治43年） | 中将       | 陸軍自動車学校長   |      |
| 23期 | 服部英男   | 1911年（明治44年） | 中将       | 輜重兵監           |      |
| 24期 | 小嶋時久   | 1912年（大正元年） | 少将       | 陸軍自動車学校長   |      |
| 26期 | 佐々木吉良 | 1914年（大正3年）  | 少将       | 輜重兵監           |      |
| 29期 | 井出鉄蔵   | 1917年（大正6年）  | 中将       | 第32師団長         |      |
| 32期 | 武内俊二郎 | 1920年（大正9年）  | 中将       | 第116師団長        |      |
| 33期 | 物部長鉾   | 1921年（大正10年） | 中将       | 第140師団長        |      |
| 34期 | 柴山兼四郎 | 1922年（大正11年） | 中将       | 陸軍次官           |      |
| 同上 | 米山久馬   | 同上               | 少将       | 第1野戦輸送司令官  |      |
| 同上 | 落合忠吉   | 同上               | 中将       | 輜重兵監           |      |
| 35期 | 板花義一   | 1923年（大正12年） | 中将       | 第2航空軍司令官    |      |
| 同上 | 湯原均一   | 同上               | 少将       | 第11野戦輸送司令官 |      |
| 36期 | 小畑信良   | 1924年（大正13年） | 少将       | 第44軍参謀長       |      |
| 38期 | 山中繁茂   | 1926年（大正15年） | 中将       | 第52航空師団長     |      |
| 同上 | 田坂専一   | 同上               | 中将       | 昭南防衛司令官     |      |
| 同上 | 石原章三   | 同上               | 中将       | 輜重兵監部付       |      |
| 同上 | 角和善助   | 同上               | 少将       | 第13野戦輸送司令官 |      |
| 39期 | 中村儀十郎 | 1927年（昭和2年）  | 少将       | 南方軍兵站参謀長   |      |
| 41期 | 高田清秀   | 1929年（昭和4年）  | 中将       | 緬甸方面軍兵站監   |      |
| 43期 | 大塚武     | 1931年（昭和6年）  | 輜重兵大佐 | 第17師団参謀       | 戦死 |
| 45期 | 小山嘉兵衛 | 1933年（昭和8年）  | 大佐       | 陸軍輜重兵学校幹事 |      |
| 48期 | 山本善一   | 1936年（昭和11年） | 中佐       | 陸大教官           |      |
| 同上 | 田中敬二   | 同上               | 大佐       | 参謀本部作戦課     |      |
| 49期 | 龍崎庄司   | 1937年（昭和12年） | 大佐       | 第35軍参謀         | 戦死 |
| 50期 | 衣川慶太郎 | 1938年（昭和13年） | 中佐       | 第41軍参謀         |      |
| 51期 | 稲垣正次   | 同上               | 中佐       | 陸軍省整備局課員   |      |
| 52期 | 白井文忠   | 1939年（昭和14年） | 中佐       | 第12方面軍参謀     |      |

## その他
- 1934年（昭和9年）、輜重兵第16大隊（第16師団隷下）の軍医・井上日英が、心理学者の古川竹二が提唱していた「血液型性格分類」を利用した部隊編成を提案して採用され、同大隊は「勇敢な集団・堅実な集団・中庸的な集団」に編成された[12]。なお、現在では古川の学説は否定されている[12]。